# Acclaim Comics
Acclaim Comics war die Comicabteilung der Computerspielschmiede Acclaim Entertainment. Acclaim Comics ging aus dem Kauf von Valiant Comics durch Acclaim Ende 1993 hervor. Bis Anfang 1996 existierte Valiant Comics als eigenes Label weiter, von 1996 bis 1999 veröffentlichte Acclaim Comics unter dem Namen Valiant Heroes by Acclaim Comics Abenteuer mit den Helden aus dem Valiant Universum.

## Anfänge
Valiant Comics war um 65 Millionen $ von Acclaim aufgekauft worden und hatte sich beinahe sofort als riesiges Verlustgeschäft herausgestellt. Um vertraglichen Obligationen zu entkommen, stellte Acclaim alle Valiant Titel ein und startete neue Serien mit den Valiant Helden, die komplett neue Kreativteams hatten und auch eigene Geschichten erzählten, die nichts mit den alten Valiant Comics zu tun hatten.

## Valiant Heroes 2
Fabian Nicieza, der Nachfolger von Bob Layton als Editor in Chief des Verlags, starteten Valiant Heroes 2 (VH2) mit Neuinterpretationen der klassischen Valiant Helden Bloodshot, Turok, Ninjak, X-O Manowar und Shadow Man. Dazu kamen neue Serien, unter anderem Trinity Angels, Troublemakers und Quantum & Woody. Zusätzlich entschloss man sich, vierteljährlich erscheinende Spezialausgaben zu produzieren, die alten Fan-Favoriten wie Timewalker, Eternal Warrior oder Archer & Armstrong gewidmet waren. Für den Neustart des Valiant Universums wurden von Nicieza einige der damals besten Comic-Autoren ins Boot geholt. Für VH2 schrieben unter anderem Kurt Busiek, Garth Ennis, Brian Augustyn und Mark Waid.
Doch der Start der Serien 1997 war desaströs. Nach dem Zusammenbruch des amerikanischen Comicmarktes Mitte der 90er verkauften sich die Acclaim Titel noch schlechter als die originalen Valiant Titel am Ende. Auflagen von nur 12 000 Einheiten waren die Norm, viele Fans konnten sich nicht mit den Neuinterpretationen ihrer Helden anfreunden. Einzig Quantum & Woody von Christopher Priest (Comicautor) und Mark Bright konnte sowohl kritischen als auch einigen kommerziellen Erfolg erzielen, aber es war zu wenig, um Acclaim Comics zu retten. Auch Niciezas Neuinterpretation von Turok war für Acclaim positiv, sie konnten den Charakter erfolgreich für einige Computerspiele verwenden. Doch der Erfolg der Computerspiele reflektierte nicht auf die Comics und der Druck, den Acclaim Entertainment auf Acclaim Comics ausübte, stieg. 
Die VH2 Serien wurden bald darauf eingestellt. Die Entscheidung wurde so kurzfristig getroffen, dass viele Titel sehr abrupt endeten, ohne laufende Geschichten abzuschließen. Acclaim sollte weiterhin Comics produzieren, allerdings keine monatlichen Serien mehr, sondern hauptsächlich One-Shots und Miniserien. Vier Monate nachdem die Belegschaft von Acclaim Comics von 24 auf 7 Personen reduziert worden, und ins Hauptquartier von Acclaim Entertainment umgezogen war, stieg Nicieza aus der Firma aus.

## Niedergang
Unter dem neuen Chefredakteur Walter Black publizierte Acclaim Comics noch einige Serien. N.I.O. und Deadside, sowie Wiederbelebungsversuche von Quantum & Woody und Shadowman. Die Miniserie Unity 2000 sollte das alte und neue Valiant Universum miteinander verknüpfen. Dazu wurde der Gründer von Valiant Comics, Jim Shooter, als Autor geholt. Zeichner der Miniserie war Jim Starlin.
Doch das letzte Aufbäumen war von kurzer Dauer, und 1999 stellte Acclaim Comics endgültig alle restlichen Serien ein. Shadowman und Unity 2000 blieben unvollendet. Bis ins Jahr 2000 tauchten immer wieder Ankündigungen für die fehlenden Hefte und eine Acclaim Comics Web Anthology auf, doch nichts davon erschien jemals. Nach dem Bankrott von Acclaim Entertainment 2004 wurden die Valiant Lizenzen von IDT Entertainment gekauft. Nur Solar und Magnus Robot Fighter waren bereits 2003 von Acclaim aufgegeben worden und an Western Publishing zurückgefallen.

## Liste von VH2 Titeln
- Acclaim Adventure Zone
- Armed & Dangerous (Mini-Serie)
- Armed & Dangerous Special
- Armed & Dangerous: Hell's Slaughterhouse (Mini-Serie) [Vol. 2 von Armed & Dangerous]
- Armorines Vol. 2
- Bloodshot Vol. 2
- Concrete Jungle
- Darque Passages
- Deadside
- Doctor Tomorrow
- Eternal Warriors
- Goat: H.A.E.D.U.S.
- Harbinger: Acts of God
- Magnus Robot Fighter Vol. 2
- Man of the Atom
- Master Darque
- N.I.O.
- Ninjak Vol. 2
- Operation: Stormbreaker
- Quantum & Woody
- Revelations
- Shadowman Vol. 2
- Shadowman Vol. 3
- Solar: Hell on Earth
- Trinity Angels
- Troublemakers
- Turok
- Unity 2000
- Valiant Heroes Special
- X-O Manowar Vol. 2